# Championnat du monde des voitures de sport 1956
1955 1957
Le Championnat du monde des voitures de sport 1956 est la 4e saison du Championnat du monde des voitures de sport (WSC) FIA. Il est réservé aux voitures de sport qui vont courir à travers le monde dans des courses d'endurance. Il s'est couru du 29 janvier 1956 au 12 août 1956, comprenant cinq courses.
Après l'accident dramatique des 24 Heures du Mans 1955 qui a tué 80 spectateurs, le champion en titre  Mercedes-Benz se retire des sports automobiles et ne reviendra plus dans ce championnat.
En raison des retombées médiatiques de l'accident du Mans et dans l'attente que la sécurité de cette épreuve soit portée à un niveau plus élevé, la course des 24 Heures 1956 n'est pas incluse au calendrier. La Targa Florio est annulée de ce championnat pour les mêmes raisons de sécurité.

## Calendrier
| Manche | Course                           | Circuit                        | Participants | Date       |
| ------ | -------------------------------- | ------------------------------ | ------------ | ---------- |
| 1      | 1 000 kilomètres de Buenos Aires | Autódromo Oscar Alfredo Gálvez | 27           | 29 janvier |
| 2      | 12 Heures de Sebring             | Sebring International Raceway  | 59           | 24 mars    |
| 3      | Mille Miglia                     | Brescia                        | 365          | 12 avril   |
| 4      | 1 000 kilomètres du Nürburgring  | Nürburgring                    | 57           | 27 mai     |
| 5      | 1 000 kilomètres de Kristenstadt | Rabelöfsbanan                  | 27           | 12 août    |

## Résultats de la saison

### Attribution des points
Les points sont distribués aux six premiers de chaque course dans l'ordre de 8-6-4-3-2-1.
Les constructeurs ne reçoivent les points que de leur voiture la mieux classée, les autres voitures du même constructeur ne marquant aucun point.

### Courses
| Manche | Circuit       | Pilote vainqueur                       | Écurie                        | Constructeur | Résultats |
| ------ | ------------- | -------------------------------------- | ----------------------------- | ------------ | --------- |
| 1      | Buenos Aires  | Stirling Moss Carlos Menditéguy        | Officine Alfieri Maserati #31 | Maserati     | Résultats |
| 2      | Sebring       | Juan Manuel Fangio Eugenio Castellotti | Scuderia Ferrari #17          | Ferrari      | Résultats |
| 3      | Brescia       | Eugenio Castellotti                    | Scuderia Ferrari #548         | Ferrari      | Résultats |
| 4      | Nürburgring   | Piero Taruffi Harry Schell             | Officine Alfieri Maserati #6  | Maserati     | Résultats |
| 5      | Rabelöfsbanan | Phil Hill Maurice Trintignant          | Scuderia Ferrari #3           | Ferrari      | Résultats |

### Championnat du monde des constructeurs
Seuls les trois meilleurs résultats des cinq courses sont pris en compte dans le classement. Les autres points ne sont pas comptabilisés et sont indiqués en italique.
| Pos | Constructeur  | BUE | SEB | MMI | NÜR | KRI | Total |
| --- | ------------- | --- | --- | --- | --- | --- | ----- |
| 1   | Ferrari       | 6   | 8   | 8   | 6   | 8   | 24    |
| 2   | Maserati      | 8   | 2   |     | 8   |     | 18    |
| 3   | Jaguar        |     | 4   |     |     | 3   | 7     |
| 4   | Aston Martin  |     | 3   |     | 2   |     | 5     |
| 5   | Porsche       |     | 1   |     | 3   |     | 4     |
| 6   | Mercedes-Benz | 1   |     | 1   |     |     | 2     |